# Piante parassite
Le piante parassite sono piante che vivono sfruttando un'altra pianta da cui traggono le sostanze necessarie alla sopravvivenza.
Il parassitismo è una forma di simbiosi (associazione di due individui di specie diversa) in cui il vantaggio della associazione è a senso unico. Esempi di piante parassite sono ad esempio il vischio e alcune specie di orchidee.
Nel caso che l'associazione sia vantaggiosa per entrambi gli individui si parla di mutualismo, esempio di simbiosi mutualistica sono i licheni composti da un fungo ed un'alga.
Talvolta il termine pianta parassita viene, erroneamente, usato per indicare le cosiddette piante infestanti.

## Descrizione

### Tipologie
Numero di generi e specie in ciascun clade di piante parassite:
| Lignaggio delle piante parassite | Numero di generi | Numero di specie | %    | Descrizione |
| -------------------------------- | ---------------- | ---------------- | ---- | --- |
| Apodanthaceae (Curcubitales)     | 2                | 10               | 0.2  | Vivono nei rami o fusti dei loro ospiti, emergendo solo a fiore e frutto. Le piante non producono parti verdi e non svolgono alcuna fotosintesi (cioè sono oloparassitarie). |
| Cassytha (Laurales)              | 1                | 20               | 0.4  | Si trova in tutte le regioni temperate e tropicali del mondo, con la maggiore diversità di specie nelle regioni subtropicali e tropicali; diventa rara nei climi temperati freschi, con solo quattro specie originarie dell'Europa settentrionale. |
| Cuscuta (Solanales)              | 1                | 215              | 4.4  | Il genere è diffuso dalle regioni temperate a quelle tropicali e mostra la maggiore diversificazione biologica in quelle tropicali e subtropicali: ad esempio solo 4 specie sono native del Nord Europa. |
| Cynomoriaceae (Saxifragales)     | 1                | 1                | 0.02 | È originario del Nord Africa e in Europa cresce principalmente sulla Rocca del Generale (Fungus Rock), isolotto scoglioso nell'arcipelago maltese. Priva di clorofilla, senza foglie, ha un aspetto grossolanamente somigliante a quello di un fungo. |
| Cytinaceae (Malvales)            | 2                | 12               | 0.23 | Non sono in grado di eseguire la fotosintesi perché mancano di clorofilla. Ottengono tutti i nutrienti necessari dalle radici del loro ospite attraverso l'austorio. |
| Hydnoraceae (Piperales)          | 2                | 12               | 0.23 | Presenta una completa assenza di foglie (nemmeno in forme modificate come le squame). Alcune specie sono leggermente termogeniche (capaci di produrre calore), presumibilmente come mezzo per disperdere il loro profumo. |
| Krameriaceae (Zygophyllales)     | 1                | 23               | 0.5  | Le specie di questo genere sono diffuse in America dal sud-ovest degli Stati Uniti al nord-ovest dell'Argentina; K. paucifolia è stata anche segnalata nell'estremo oriente russo (Magadan). Sono utilizzate in erboristeria per produrre la ratania. |
| Lennoaceae (Boraginales)         | 2                | 4                | 0.08 | Questa sottofamiglia ha una distribuzione disgiunta, presente in Colombia e in un'area separata nel Nord America sudoccidentale, che copre parti della California, dell'Arizona e del Messico. |
| Mitrastemonaceae (Ericales)      | 1                | 2                | 0.04 | Cresce in Messico, Guatemala e nella Colombia nordoccidentale. La maggior parte presentano il fenomeno della micorriza, la simbiosi tra la pianta e un fungo localizzato nelle sue radici.. Molte specie hanno cinque petali. Alcune famiglie dell'ordine si distinguono per la loro capacità di accumulare alluminio.                                                                             |
| Orobanchaceae (Lamiales)         | 102              | 2,163            | 43.9 | Le piante di questo gruppo sono sia semiparassite (emiparassite) che parassite complete (oloparassite); alcune specie possono vivere anche autonomamente. La pubescenza di queste piante è varia, ma soprattutto è formata da peli semplici, ma anche da peli ghiandolosi. |
| Rafflesiaceae (Malpighiales)     | 3                | 36               | 0.7  | Consiste in circa 28 specie originarie del Sud-est asiatico, tutte quante parassite che aderiscono alle radici dei rampicanti del genere Tetrastigma (famiglia Vitaceae). Il genere comprende la gigantesca R. arnoldii, nota con il nomignolo di «fiore cadavere», che produce il fiore individuale più grande del regno vegetale ed è diffusa nelle foreste di montagna di Sumatra e del Borneo. |
| Santalales                       | 179              | 2,428            | 49.3 | Hanno basse concentrazioni di clorofilla all'interno dei loro germogli (da 1/5 a 1/10 di quella che si trova nel fogliame del loro ospite), e traggono la maggior parte del loro sostentamento dai tessuti vascolari dei loro ospiti (acqua, micro e macronutrienti e saccarosio). La maggior parte ha semi senza tegumento, il che è insolito per le piante da fiore.                             |
| Totale                           | 297              | 4,926            | 100  | |

### Classificazione[1]
| Tipo di parassita | Descrizione |
| Obbligato         | Un parassita obbligato non può completare il suo ciclo vitale senza un ospite. |
| Facoltativo       | Un parassita facoltativo può completare il suo ciclo di vita indipendentemente da un ospite. |
| Stelo o gambo     | Un parassita dello stelo si attacca allo stelo ospite. |
| Radice            | Un parassita radice si attacca alla radice dell'ospite. |
| Hemiparasite      | Una pianta emiparassita vive come un parassita in condizioni naturali, ma rimane fotosintetica almeno in una certa misura. Gli emiparassiti possono ottenere solo acqua e nutrienti minerali dalla pianta ospite, oppure molti ottengono anche una parte dei loro nutrienti organici dall'ospite. |
| Holoparasite      | Tutto il carbonio fisso di una pianta oloparassita deriva dalla pianta ospite. Comunemente privi di clorofilla, gli oloparassiti hanno spesso colori diversi dal verde. |

### Conseguenze per l'agricoltura
Le piante parassite sono considerate (soprattutto dalla Food and Agricolture Organization) dannose per l’agricoltura mondiale, poiché causa di parecchi danni economici. Le colture dove crescono piante parassite vengono rovinate o addirittura distrutte. Possono subire danni le colture di mais, sorgo, miglio, riso, canna da zucchero, legumi e alberi da frutto.

## Galleria d'immagini

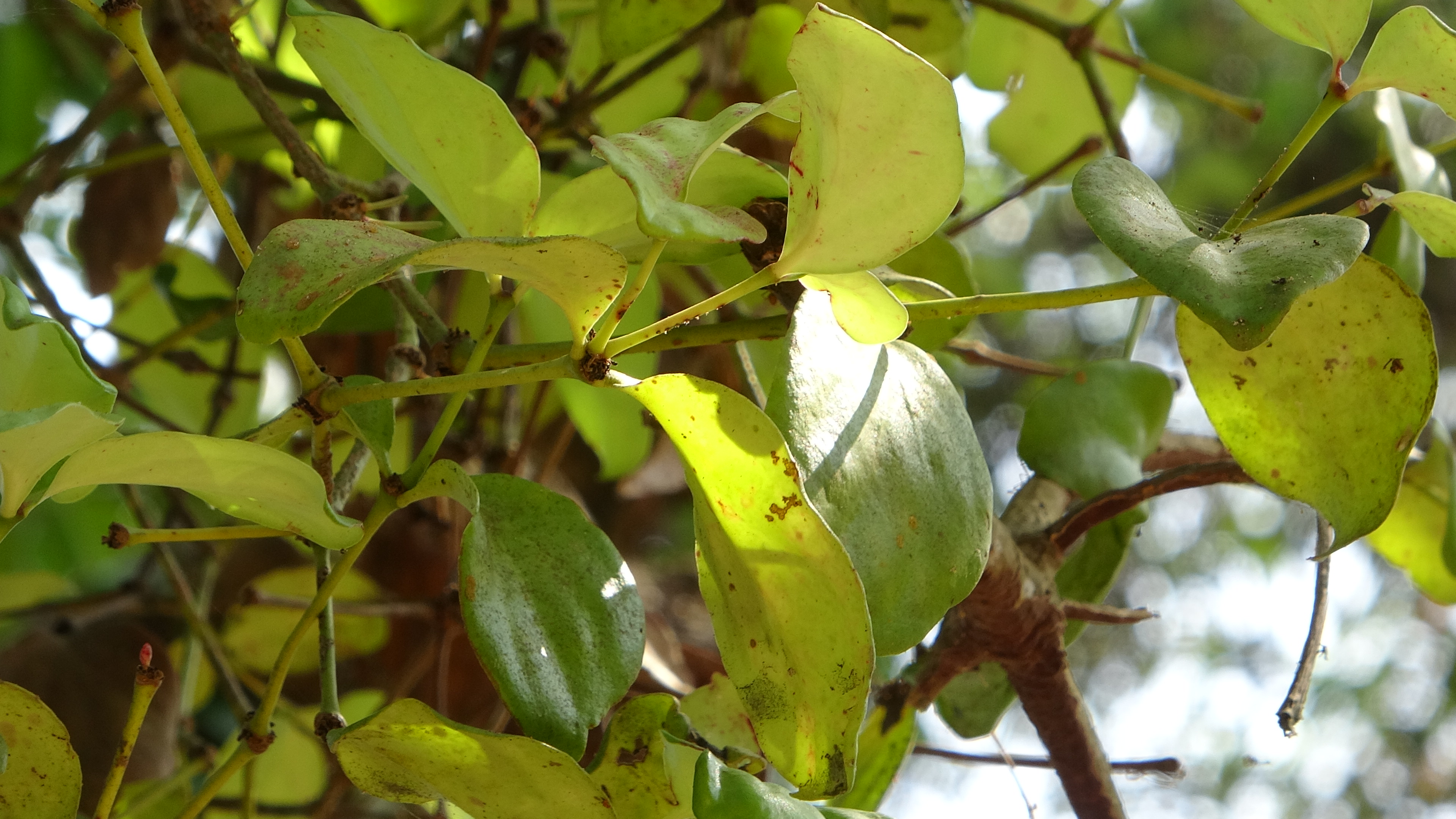
Loranthus
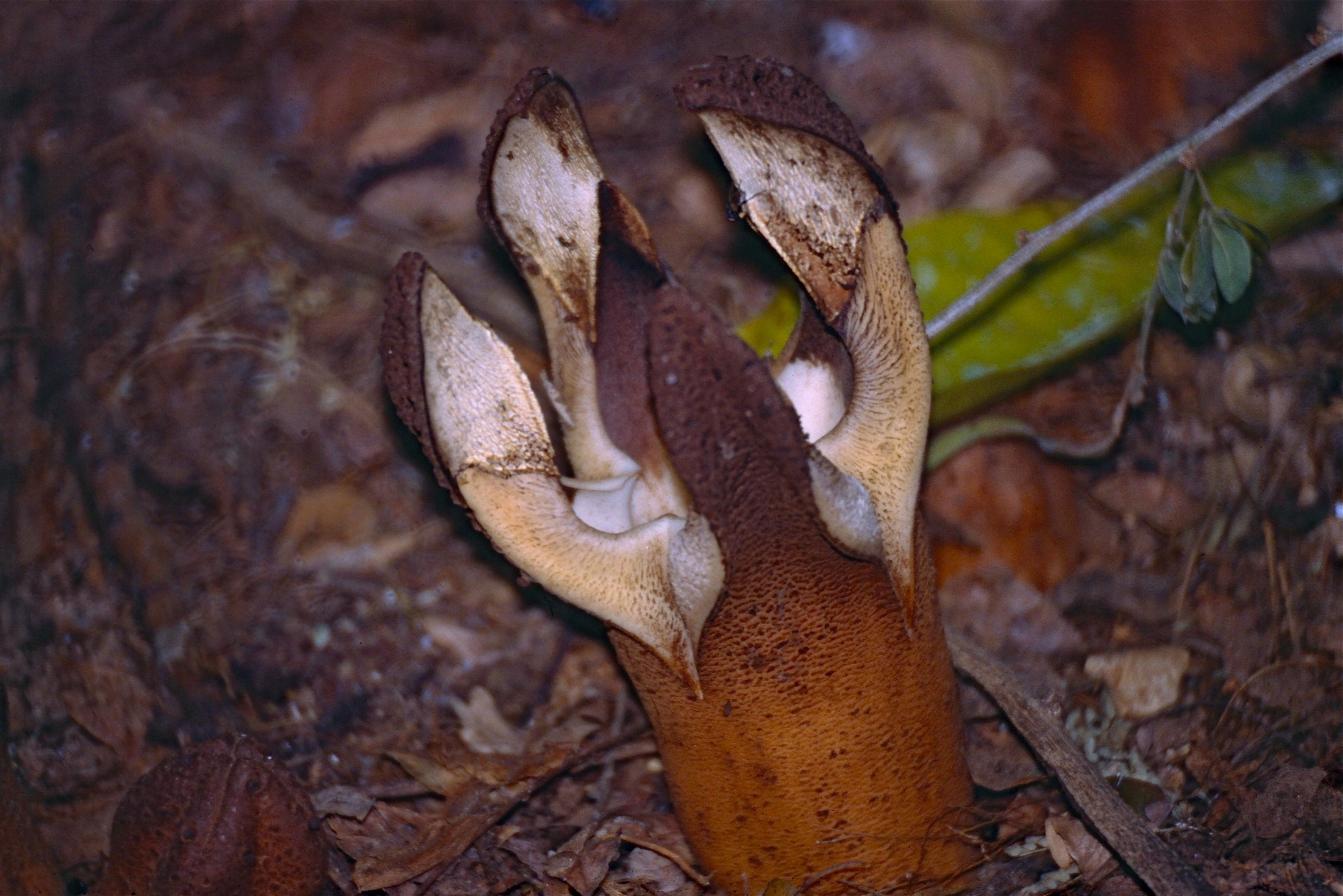
Hydnoraceae
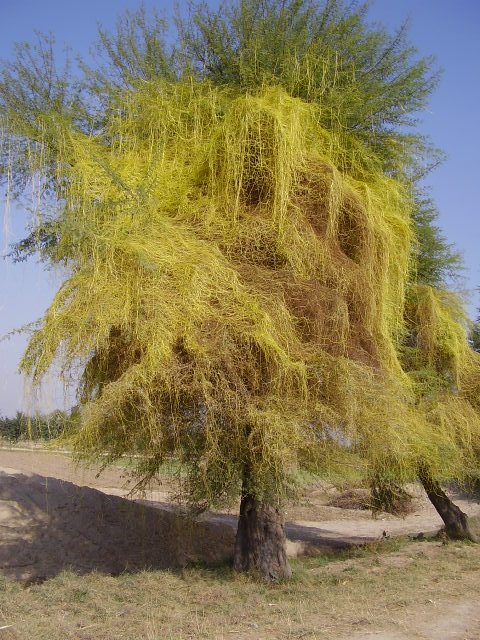
Cuscuta
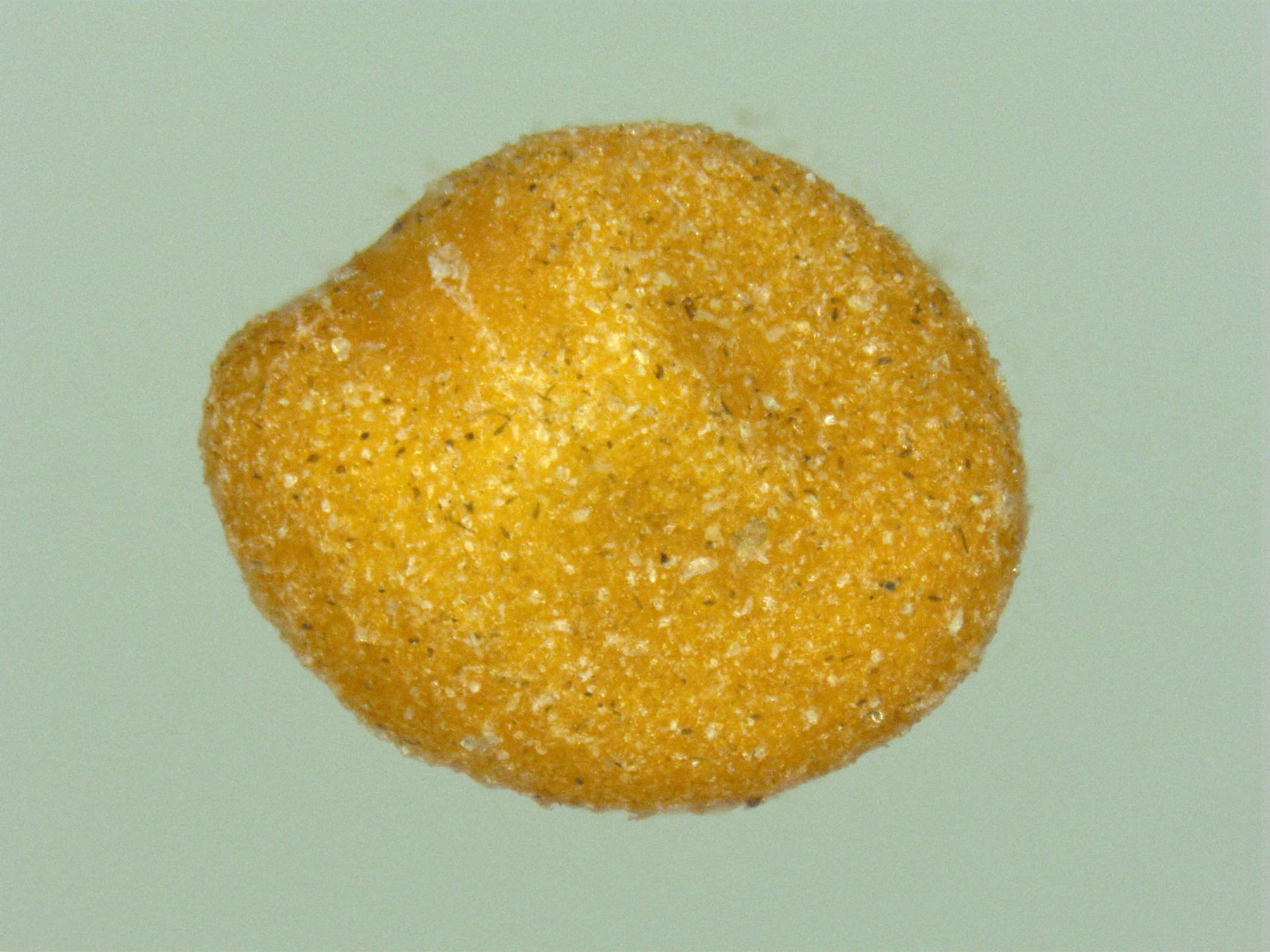
Seme di Cuscuta europea